# Flauenskjold
Flauenskjold – miejscowość w Danii, w regionie Jutlandia Północna, w gminie Brønderslev. 
Według Urzędu Statystycznego Danii, 1 stycznia 2018 roku miejscowość liczyła 699 mieszkańców.